# Nuoto ai XVII Giochi del Mediterraneo - Staffetta 4x100 metri stile libero femminile
Le gare di nuoto nella categoria Staffetta 4x100 metri stile libero femminile si sono tenute il 21 giugno 2013 al Yeni Olimpik Yüzme Havuzu di Mersin.

## Calendario
Fuso orario EET (UTC+3).
| Data      | Ora   | Turno    |
| --------- | ----- | -------- |
| 21 giugno | 10:55 | Batterie |
| 21 giugno | 19:26 | Finale   |

## Risultati
A causa del numero di nazioni partecipanti (sette) la batteria delle qualifiche è unica, e serve solamente a stabilire le corsie di partenza per la finale, a cui tutte si qualificano.

### Batterie
| Pos. | Nazione  | Atlete                                                                            | Tempo   | Corsia | Note |
| ---- | -------- | --------------------------------------------------------------------------------- | ------- | ------ | ---- |
| 1    | Italia   | Laura Letrari Silvia Di Pietro Chiara Masini Luccetti Erika Ferraioli             | 3'47"46 | 4      | Q    |
| 2    | Francia  | Anna Santamans Lauriane Haag Mathilde Cini Beryl Gastaldello                      | 3'51"06 | 5      | Q    |
| 3    | Spagna   | Marta González Crivillers Lidón Muñoz Catalina Corro Lorente Jéssica Vall Montero | 3'51"07 | 6      | Q    |
| 4    | Grecia   | Stavroula Karantakou Theodora Giareni Kristel Vourna Theodora Drakou              | 3'56"16 | 3      | Q    |
| 5    | Slovenia | Mojca Sagmeister Špela Bohinc Neza Marcun Lucija Kous                             | 3'56"56 | 1      | Q    |
| 6    | Turchia  | İlknur Nihan Çakıcı Esra Kübra Kaçmaz Nilüfer Kuru Burcu Dolunay                  | 3'57"84 | 2      | Q    |
| 7    | Egitto   | Reem Kassem Mai Mostafa Hania Moro Farida Osman                                   | 4'06"58 | 7      | Q    |

### Finale
| Pos. | Nazione  | Atlete                                                                            | Tempo   | Corsia |
| ---- | -------- | --------------------------------------------------------------------------------- | ------- | ------ |
|      | Francia  | Anna Santamans Lauriane Haag Mathilde Cini Beryl Gastaldello                      | 3'42"37 | 5      |
|      | Grecia   | Stavroula Karantakou Kristel Vourna Theodora Giareni Theodora Drakou              | 3'46"44 | 6      |
|      | Turchia  | Esra Kübra Kaçmaz Halime Zulal Zeren Gizem Bozkurt Burcu Dolunay                  | 3'47"35 | 7      |
| 4    | Spagna   | Marta González Crivillers Lidón Muñoz Catalina Corro Lorente Jéssica Vall Montero | 3'49"24 | 3      |
| 5    | Egitto   | Reem Kassem Mai Mostafa Hania Moro Farida Osman                                   | 3'51"01 | 1      |
| 6    | Slovenia | Mojca Sagmeister Špela Bohinc Neza Marcun Lucija Kous                             | 4'22"38 | 2      |
| 7    | Italia   | Laura Letrari Silvia Di Pietro Erika Ferraioli Chiara Masini Luccetti             | DSQ     | 4      |